# Flamengo (stacja metra)
Flamengo – stacja metra w Rio de Janeiro, w dzielnicy CR Flamengo, na linii 1 i 2. Zlokalizowana jest pomiędzy stacjami Botafogo i Largo do Machado. Została otwarta 17 września 1981.